# Carpelimus morio
Carpelimus morio är en skalbaggsart som först beskrevs av Wilhelm Ferdinand Erichson 1840.  Carpelimus morio ingår i släktet Carpelimus och familjen kortvingar. Inga underarter finns listade i Catalogue of Life.